# Euphoria devulsa
Euphoria devulsa är en skalbaggsart som beskrevs av Horn 1880. Euphoria devulsa ingår i släktet Euphoria och familjen Cetoniidae. Inga underarter finns listade i Catalogue of Life.